# Baumholder
Baumholder est une municipalité allemande située dans le land de Rhénanie-Palatinat et l'arrondissement de Birkenfeld.
Dans les années 1950 les Forces françaises en Allemagne y ont séjourné notamment le 2e groupe du 32e régiment d'artillerie. Il y avait un champ de manœuvre qui servait d'entrainement aux artilleurs.